# 阿爾亞·貝德尼
阿爾亞·貝德尼（1989年7月18日—），斯洛維尼亞男子職業網球運動員，現居英國倫敦，在2015年取得英國國籍。

## 外部連結
- Aljaž Bedene | The official website
- 阿爾亞·貝德尼（英文/西班牙文）的官方資料
- 阿爾亞·貝德尼的國際網球總會 職業／青少年 官方資料（英文）
- 阿爾亞·貝德尼的官方資料（英文）